# Fergal Lawler
Fergal Lawler (* 4. března 1971 Limerick) je irský bubeník a skladatel, známý především jako člen skupiny The Cranberries. V roce 1989 spolu s bratry Noelem a Mikem Hoganovými založili v roce 1989 v Limericku kapelu s názvem The Cranberry Saw Us, jež se později přejmenovala na The Cranberries. Po rozpadu Cranberries v roce 2003 se věnoval sólovým projektům, zřídil si nahrávací studio nebo produkoval jiné irské hudebníky. Složil hudbu k filmu No Words Needed: Croke Park 2007 (2017).